# Сант'Алесио Кон Вјалоне
Сант'Алесио Кон Вјалоне (итал. Sant'Alessio Con Vialone) је насеље у Италији у округу Павија, региону Ломбардија.
Према процени из 2011. у насељу је живело 570 становника. Насеље се налази на надморској висини од 82 м.

## Становништво
Према резултатима пописа становништва 2011. у општини је живело 840 становника.
| 1931. | 1936. | 1951. | 1961. | 1971. | 1981. | 1991. | 2001. | 2011. |
| ----- | ----- | ----- | ----- | ----- | ----- | ----- | ----- | ----- |
| 558   | 568   | 537   | 399   | 260   | 298   | 362   | 372   | 840   |